# Perrignier
Perrignier és un municipi francès situat al departament de l'Alta Savoia i a la regió d'Alvèrnia-Roine-Alps. L'any 2007 tenia 1.466 habitants.

## Demografia

### Població
El 2007 la població de fet de Perrignier era de 1.466 persones. Hi havia 542 famílies de les quals 106 eren unipersonals (49 homes vivint sols i 57 dones vivint soles), 175 parelles sense fills, 208 parelles amb fills i 53 famílies monoparentals amb fills.
La població ha evolucionat segons el següent gràfic:
Habitants censats

### Habitatges
El 2007 hi havia 615 habitatges, 545 eren l'habitatge principal de la família, 36 eren segones residències i 34 estaven desocupats. 505 eren cases i 106 eren apartaments. Dels 545 habitatges principals, 424 estaven ocupats pels seus propietaris, 112 estaven llogats i ocupats pels llogaters i 9 estaven cedits a títol gratuït; 5 tenien una cambra, 38 en tenien dues, 70 en tenien tres, 158 en tenien quatre i 274 en tenien cinc o més. 460 habitatges disposaven pel capbaix d'una plaça de pàrquing. A 201 habitatges hi havia un automòbil i a 313 n'hi havia dos o més.

### Piràmide de població
La piràmide de població per edats i sexe el 2009 era:
| Homes | Edats   | Dones |
| ----- | ------- | ----- |
| 4     | 95 o +  | 0     |
| 0     | 90 a 94 | 8     |
| 4     | 85 a 89 | 4     |
| 0     | 80 a 84 | 8     |
| 20    | 75 a 79 | 12    |
| 48    | 70 a 74 | 28    |
| 48    | 65 a 69 | 56    |
| 48    | 60 a 64 | 12    |
| 68    | 55 a 59 | 56    |
| 52    | 50 a 54 | 64    |
| 96    | 45 a 49 | 68    |
| 64    | 40 a 44 | 72    |
| 116   | 35 a 39 | 92    |
| 72    | 30 a 34 | 76    |
| 48    | 25 a 29 | 52    |
| 28    | 20 a 24 | 60    |
| 92    | 15 a 19 | 56    |
| 96    | 10 a 14 | 68    |
| 80    | 5 a 9   | 76    |
| 64    | 0 a 4   | 64    |

## Economia
El 2007 la població en edat de treballar era de 969 persones, 740 eren actives i 229 eren inactives. De les 740 persones actives 693 estaven ocupades (389 homes i 304 dones) i 46 estaven aturades (20 homes i 26 dones). De les 229 persones inactives 73 estaven jubilades, 65 estaven estudiant i 91 estaven classificades com a «altres inactius».

### Ingressos
El 2009 a Perrignier hi havia 615 unitats fiscals que integraven 1.583 persones, la mediana anual d'ingressos fiscals per persona era de 21.296 €.

### Activitats econòmiques
Dels 109 establiments que hi havia el 2007, 4 eren d'empreses extractives, 2 d'empreses alimentàries, 1 d'una empresa de fabricació de material elèctric, 12 d'empreses de fabricació d'altres productes industrials, 27 d'empreses de construcció, 12 d'empreses de comerç i reparació d'automòbils, 5 d'empreses de transport, 4 d'empreses d'hostatgeria i restauració, 2 d'empreses financeres, 1 d'una empresa immobiliària, 14 d'empreses de serveis, 21 d'entitats de l'administració pública i 4 d'empreses classificades com a «altres activitats de serveis».
Dels 28 establiments de servei als particulars que hi havia el 2009, 1 era una oficina de correu, 5 tallers de reparació d'automòbils i de material agrícola, 2 paletes, 3 guixaires pintors, 6 fusteries, 4 lampisteries, 4 electricistes, 2 perruqueries i 1 saló de bellesa.
Dels 5 establiments comercials que hi havia el 2009, 2 eren botiges de menys de 120 m², 1 una botiga de menys de 120 m² i 2 botigues d'electrodomèstics.
L'any 2000 a Perrignier hi havia 22 explotacions agrícoles que ocupaven un total de 531 hectàrees.

## Equipaments sanitaris i escolars
L'únic equipament sanitari que hi havia el 2009 era una farmàcia.
El 2009 hi havia 1 escola maternal i 1 escola elemental.

## Poblacions més properes
El següent diagrama mostra les poblacions més properes.